# 阿爾波 (加利福尼亞州)
阿爾波（英語：Alpaugh）是位於美國加利福尼亞州圖萊里縣的一個人口普查指定地區。

## 地理
阿爾波的座標為35°53′19″N 119°29′12″W / 35.88861°N 119.48667°W，而該地最高點為海拔高度65米（即213英尺）。

## 人口
根據2010年美國人口普查的數據，阿爾波的面積為2.60平方千米，當中陸地面積為2.60平方千米，而水域面積為0.00平方千米。當地共有人口8592人，而人口密度為每平方千米3,304人。